# Jules Romains
Jules Romains, właśc. Louis-Henri Jean Farigoule (ur. 26 sierpnia 1885 w Saint-Julien-Chapteuil, zm. 14 sierpnia 1972 w Paryżu) – francuski pisarz, dramaturg, nowelista.

## Życiorys
W 1909 r. ukończył studia z dziedziny filozofii na École normale supérieure w Paryżu. W czasie studiów był związany z grupą literacką Abbaye de Créteil, którą przewodzili Charles Vildrac i Georges Duhamel. Nakładem grupy został wydany tomik poetycki Jules’a La vie unanime (1908), uznawany za manifest unanimizmu.
W latach 1932–1947 wydał cykl epicki Ludzie dobrej woli.  W latach 1936–1941 był prezesem PEN Clubu. W czasie II wojny światowej przebywał w Stanach Zjednoczonych oraz w Meksyku, gdzie był współzałożycielem Francuskiego Instytutu Ameryki Łacińskiej. 
Od 1946 był członkiem Akademii Francuskiej (fotel 12). Zasiadał w jury konkursu głównego na 3. (1949) i 10. MFF w Cannes (1957). Był szesnastokrotnie nominowany do Nagrody Nobla w dziedzinie literatury.
Uhonorowany Orderem Narodowym Legii Honorowej w klasie Wielkiego Oficera (Grand Officier), Orderem Sztuki i Literatury oraz Orderem Palm Akademickich w klasie Komandora (Commandeur).

## Powieści
- Les copains (1913)
- Ludzie dobrej woli (1932-1947)
- Niezwykła kobieta (1957)
- Trzeba być jasnowidzem  (1959)

## Sztuki
- L'armée dans la ville (1911)
- Knock czyli triumf medycyny (1913)